# Heikki Savolainen
Heikki Ilmari Savolainen (Joensuu, 28 settembre 1907 – Kajaani, 29 novembre 1997) è stato un ginnasta finlandese.

## Biografia
Vinse la sua prima medaglia olimpica, un bronzo, ad Amsterdam 1928. Nei successivi vent'anni ottenne altri cinque bronzi e due argenti, ma la perla della sua carriera fu l'olimpiade di Londra 1948, nelle quali vinse le medaglie d'oro sia nel cavallo che nel concorso a squadre.
In virtù dei suoi successi gli fu concesso di pronunciare il giuramento olimpico ai giochi di Helsinki.
È l'unico ginnasta finlandese ad essere stato inserito nella International Gymnastics Hall of Fame.